# Palau-Escorxador
El barri del Palau-Escorxador és un barri que, majoritàriament, ocupa la part est de Mataró, ocupant quasi tota la zona de Les Cinc Sénies. En 2022 tenia 7.321 habitants.
Aquest barri fou un dels beneficiaris de la Llei de Barris, que l'any 2007 va atorgar una inversió d'una inversió de 13,8 milions d'euros finançats entre l'Ajuntament i la Generalitat. Segons l'administració, en aquells moments els problemes el barri eren «la densitat, la mala qualitat i la inaccessibilitat dels edificis, i l'assimilació d'una allau d'immigrants de cultures diverses en un context de carència d'espais públics i d'equipaments».